# بوهيميانز 1905
بوهيميانز براغ 1905 واختصارًا بوهيميانز 1905 هو نادي كرة قدم تشيكي مقره في مدينة براغ ، تأسس في 30 نوفمبر عام 1904 ، ويلعب حاليًا في الدوري الممتاز>

## وصلات خارجية
- بوهيميانز 1905
- FC Bohemians Prag 1905